# Antrocaryon amazonicum
Antrocaryon amazonicum é uma espécie de planta do gênero Antrocaryon, da família Anacardiaceae.  

## Taxonomia
A espécie foi descrita em 1937 por Brian Laurence Burtt.  O basiônimo Poupartia amazonica foi descrito por Adolpho Ducke em 1922.  